# آدم بيرغمان
آدم بيرغمان (بالإنجليزية: Adam Bergman)‏ هو دراج أمريكي، ولد في 30 أغسطس 1980 في منيابولس في الولايات المتحدة.